# GO HOME〜警視庁身元不明人相談室〜
『GO HOME〜警視庁身元不明人相談室〜』（ゴー・ホーム けいしちょうみもとふめいにんそうだんしつ）は、2024年7月13日から9月28日まで日本テレビ系「土ドラ9」枠で放送されたテレビドラマ。主演は小芝風花。
身元不明のご遺体を特定し、関係者のもとへ帰す「警視庁身元不明人相談室」の捜査官である主人公が、同僚とともに奮闘する姿を描いたオリジナルドラマ。

## あらすじ
三田桜は全国に数多く存在する身元不明のご遺体（行旅死亡人）に残されたわずかな手がかりから死の真相を明らかにして特定し、関係者のもとへ帰す「警視庁身元不明人相談室」の捜査官。この部署は、庁内では忌避される存在だが、彼女は自ら希望し配属された。10歳上の同期・月本真とは、性格や趣味が正反対で、顔を合わせればいがみ合ってばかりだが、1人でも多くの身元不明者を家族の元に帰したい思いは一緒。ご遺体に残された手掛かりを頼りに謎を解いていく。

## キャスト

### 主要人物
三田桜（みた さくら）〈25〉
演 - 小芝風花
主人公。自ら志願して警視庁身元不明人相談室へ配属されてきた捜査官。天真爛漫で食べることが大好き。
9年前、葉月と再婚した相手の男性が妹の一葉に愛情を向けるようになり、葉月も彼の顔色を伺って自身から離れていくようになったため、孤独感にさいなまれ眠っていた一葉の口をふさいで殺そうとしたことで自分のことが恐ろしくなり、自殺を図ろうとするも見知らぬ男性に助けられる。

月本真（つきもと まこと）〈35〉
演 - 大島優子
桜の同僚で10歳歳上の同期。警視庁身元不明人相談室の捜査官。桜のバディ。行方不明となった婚約者の小田切を捜すために警視庁身元不明人相談室を志願する。

### 警視庁

#### 身元不明人相談室
事件性のない行旅死亡人の身元調査を専門とする部署。
堀口尚史（ほりぐち なおふみ）〈47〉
演 - 戸次重幸（青年期：釜谷悠平、中学生時：志村瑛多）
捜査官。以前は公安部にいたが、とある失態から相談室に配属されることとなった。
第9話にて、陸橋の階段から転倒して頭を強打したことによる外傷性脳損傷で突然帰らぬ人となってしまう。死後の調査で、山形県出身者で本名は「伊藤和宏（いとう かずひろ）」と判明。殺人犯の父親との関係を消すため、戸籍を偽装して警察官になっていた。
佐川と高山の密会の証拠を押さえようとしていたが、高山が女性に暴力を振るうところを目撃。それを止めようとしたが、高山に突き飛ばされて頭を強打。朦朧としながら歩き出したが、激しい頭痛に襲われて階段で転倒した。

武藤晴夫（むとう はるお）〈58〉
演 - 半海一晃
似顔絵捜査官。階級は巡査部長。愛称は「晴（はる）さん」。孫がいる。元マル暴の刑事。

利根川譲治（とねがわ じょうじ）〈57〉
演 - 吉田鋼太郎
室長。元捜査一課の刑事。

#### 捜査一課
手嶋淳之介（てしま じゅんのすけ）〈30〉
演 - 阿部亮平
刑事。同課のホープ。利根川の元部下で、捜査一課と身元不明人相談室の橋渡し役。真に好意を抱いている。階級は警部補。高校時代は野球部にてキャッチャーをしていた。

西本沙耶香
演 - 川瀬莉子
刑事。手嶋のバディ。

#### 科捜研
芹沢菜津（せりざわ なつ）〈28〉
演 - 柳美稀
研究員。桜と真の同期。

早瀬郁美（はやせ いくみ）〈57〉
演 - 高島礼子
所長。利根川の同期。

### ゲスト

#### 第1話
富田純也（とみた じゅんや）
演 - 浅利陽介
大城戸学園の理科室で発見された白骨遺体の身元男性。元バスケットボールチーム「東京ベイカーズ」の選手で行方不明になっていた。階段で足を踏み外した聡美を庇った際に右腕を骨折し、それ以降思うようなプレーができなくなっていた。
雑誌で紹介されていたパワースポットを目指していた際に足を滑らせて転落した。

富田聡美（とみた さとみ）
演 - 仁村紗和
純也の妻。行方不明となった夫を待っている。だが、白骨遺体となった純也の引き取りを拒否する。

西川拓哉（にしかわ たくや）
演 - 坂本真
大城戸学園の理科教師。「SSM」というサイトを運営する標本マニアで、動物の死骸を見つけるために入った奥多摩山中の崖から転落した純也の遺体を持ち帰り、薬品で白骨化させた後に標本にしたことを認め、死体損壊罪で送検された。

相談者
演 - かんのひとみ、盛山晋太郎（見取り図）
身元不明人相談室に相談に訪れた人たち。

店主
演 - 野添義弘
奥多摩駅近くの御食事処「陣屋」の店主。スマホの充電を頼まれた純也のことをよく憶えていた。

キャプテン
演 - 佐伯大地
純也が所属していたバスケットボールチーム「東京ベイカーズ」のキャプテン。

おばあちゃん
演 - 加藤美智子
お墓参りに来たおばあちゃん。桜に声をかける。

窃盗団
演 - ナビニートS、ファイサルA、タズ・シン
大城戸学園の理科室に人体骨格模型を盗みに入った外国人窃盗団。
- 三浦ゆうすけ、堀内充治[17]

#### 第2話
綾部雪雄（あやべ ゆきお）
演 - 片岡鶴太郎（若いころ：カトゥー）
都内のアパートの一室で変死体で発見された老人。偽名で身元不明だったが、後に秩父出身の坂下雪雄（さかした ゆきお）と判明する。
40年前に妻と秋信を置いて家を出ていき、残してきた借金を返済するために10年間貯めた1,000万円を持って家へと戻る。だが、妻が再婚したことから家族への未練を断ち切るために名字を変え、それ以降は4,000万円を貯め続けており、ニュースで秋信が重い病気を患っていた息子の治療費のために寄付を募っていたことを知ると、大金を振り込む術がなかったため、出稼ぎで知り合った松平に頼んで4,000万円を渡そうとした矢先に、くも膜下出血で亡くなった。

藤代秋信（ふじしろ あきのぶ）
演 - 萩原聖人（5歳時：阿久津将真、高校生時：小林空叶）
雪雄の実の息子。借金を残していなくなった父親のことを恨んでいる。

藤代俊文
演 - つるぎや哲也
秋信の母親の再婚相手。

藤代静江
演 - 石塚初美
秋信の母親。

藤代陽子
演 - 川田希
秋信の妻。

松平大輝（まつだいら だいき）〈26〉
演 - 鈴之助
日本橋北町七丁目宝石店強盗事件で取り調べを受けている男性。震災後の福島の建設会社で雪雄の同僚だった。

男性
演 - 坂本あきら
川の近くに住むホームレス。生前の雪雄と親しかった。

久子
演 - 田中真弓
雪雄が40年住んでいた「ゆめなら荘」の大家。

女性
演 - 水田わさび
犬の散歩をしている時に男性と一緒だった雪雄を見かけたことがあるという。

職員
演 - 寺井義貴
雪雄が松平と一緒に働いていた福島の「津留橋建設」の職員。

店主
演 - 立川晴の輔
雪雄がくず野菜をよく貰っていたという八百屋の店主。
- 松本こうせい、吉田滉

#### 第3話
佐伯太一（さえき たいち）
演 - 葵揚
3年前に突然失踪した婚約者・田中美江の行方を捜している男性。梨々香を待ち伏せしてカッターナイフで襲い掛かり、巡回中の警察官に取り押さえられる。
葬儀場で出会った梨々香が美江であることに気付き、美江が梨々香を殺害して成り代わったと思い込み、その事実が発覚する前に自分が罪を被ろうとした。
実際には梨々香（美江）にはケガを負わせてはいないため不起訴となり、結婚した梨々香（美江）とともにマンホールカードをコンプリートする動画配信を始める。

田中美江（たなか よしえ）
演 - 東野絢香
3年前に婚約者を残して突然失踪した女性。ケアハウス「MYドリーム」に勤務していた。海辺で水死体となって発見され、遺留品などから自殺と断定された。マンホールカード集めが趣味。13年前の中学生のころに梨々香とともに海に落ちて溺れかけたが、それを助けようとした両親が水難事故で亡くなっている。失踪中には峯岸と結婚して峯岸姓になっていた。
実際には平凡な自分の人生に疑問を抱いていたころに梨々香からの依頼で彼女の動画配信を手伝うようになり、太一の前から姿を消して彼女のもとへと行った。だが、喉頭がんを患っていた梨々香の代わりにRILIKAとして生きることを依頼され、半年間の活動休止中に梨々香と同じ顔に美容整形して仕草などをコピーした後、RILIKAとして配信を再開する。
だが、本物の梨々香と揉み合いになるうちに彼女が海に身を投げたため、執行猶予が付き、それ以降は佐伯と結婚し、彼とともにマンホールカードをコンプリートする動画配信を始める。

小澤梨々香（おざわ りりか）
演 - 山本美月
美江の葬儀に現れた人気インフルエンサー「RILIKA」。実は美江と中学校の同窓生であった。
半年前に美江が失踪したと同時期に活動休止していたが、喉頭がんを患っており、美江にRILIKAとして生きるように託して、崖から飛び降り自殺を図るが、それを止めようとした美江と揉み合いになったのちに転落死した。

峯岸晃（みねぎし あきら）
演 - 長田成哉
半年前に美江と結婚したという夫。1年ほど前にマッチングアプリで美江と知り合ったとされていたが、実際には結婚の既成事実を作るための偽装結婚であった。

近藤沙織
演 - 宮﨑香蓮
山梨県上野原市立上野原中学校の教師。美江とは学生時代に部員がふたりだけの合唱部の仲間だった。

安藤
演 - 東拓海
「RILIKA」がよく利用する撮影スタジオ「DREAM CATCHER」のスタッフ。

梶原伸子、山崎幸恵
演 - 栗田よう子、弘中麻紀
MYドリームの職員。

女性
演 - 芝村洋子
MYドリームの入居者の車いすの女性。美江から「中学の時テニス部で、全国大会でベスト4まで行ったことがある」と聞いていた。

小田切慎一（おだぎり しんいち）〈38〉
演 - 福田悠太（第4話）
真の婚約者。真と同僚だった『DAY ZERO』の記者時代に記事にした加害者の娘が自殺未遂したことで心が折れ、出版社を辞めて福島の実家に帰郷。東日本大震災の日から消息不明になっている。
聡の遺品であったパソコンの中に残っていた震災直後の動画には、被災者たちを助ける様子が映されていた。

男性
保科光志
RILIKAが配信した簡単護身術の動画の相手役。動画の最後の場面でRILIKAの斜め後方に立っている。

#### 第4話
葉山聡（はやま さとし）〈21〉
演 - 濱田龍臣（幼少期：須山結斗）
山中でバイク事故で死亡した青年。城林大学学生。1年前から行方不明になっていた。シュンキという源氏名でホストクラブで働いていたことがわかる。東日本大震災のころには動けずに泣いていたが慎一に助けられていた。
大地から誘われる形で強盗グループに入るが、逃げようとしたことで家族を殺すと脅されて暴行を受ける。だが、強盗グループのリストのデータを盗み出してお守りに入れて両親に送るが、それがバレたことで大地を逃がすために盗難したバイクで逃げるも死亡する。

横田大地（よこた だいち）
演 - 荒木飛羽
聡の幼馴染みで大学の同級生。SNSで闇バイトに手を出したことで、幹部に仲間を誘えと脅されたことで聡を勧誘する。

葉山晶子
演 - 中島ひろ子
聡の母。

葉山義彦
演 - 桜井聖
聡の父。

ルイ
演 - ダイアモンド☆ユカイ
聡が働いていたホストクラブ「ART」の店長。

トレーナー
演 - 小林さとし
キックボクシングジムのトレーナー。

大学生
演 - 村田凪、木村葉月、青羽里奈
聡の大学の友人。

スタッフ
演 - コッセこういち
聡たち強盗グループが利用していたホテルのスタッフ。夜中に郵便物を預かったことから聡のことを憶えていた。

ホテル / 旅館スタッフ
演 - 野田たけし、ちかまろ、黄地裕樹、西川綾乃
身元不明人相談室のメンバーが聡の写真を持って聞き込みしたホテルや旅館のスタッフ。

半グレ
演 - 内田智大、小関楼丸、郷馬健太郎
聡が働かされていた強盗グループのメンバー。逃げようとした聡と大地に暴行を加え、強盗グループのリストのデータを盗んだ彼らを追う。
- 串山麻衣[45]

#### 第5話
高倉紀子（たかくら のりこ）
演 - 久間田琳加
桐子の娘。SNSには東葉医科大を卒業して病院で働き始めたと嘘の投稿をしていたが、実際には浪人生である。自宅の風呂場でリストカットによる自殺を図るが、訪ねてきた桜たちに助けられ、一命を取り留める。

高倉桐子（たかくら きりこ）〈55〉
演 - 阿南敦子
紀子の母。商店街で倒れ、「サトウ」という言葉を遺してそのままくも膜下出血で突然死する。
紀子と揉み合いの喧嘩になった際に側頭部に傷を負い、彼女が大好きであった甘いオムライスを作ろうと切らしていた砂糖を買い出しにいった最中で、くも膜下出血で倒れる。だが、紀子と揉み合いになった際の傷が原因で亡くなったと思われないように傷を両手で隠した状態で亡くなっている。

高倉正二
演 - 阪田マサノブ
桐子の別れた夫。紀子の父。

三田知顕
演 - 村上新悟
葉月の再婚相手。桜の継父。

三田葉月
演 - 鈴木杏樹（最終話）
桜の母。再婚して一葉を産むが、父親の愛情が一葉のみに向けられるようになり、彼の顔色を伺って桜から離れていった。

藤田昭良（ふじた あきよし）
演 - 尾美としのり（最終話）
9年前、自殺を図ろうとしていた桜を止めた男性。直後に突然倒れて彼女の目の前で死亡する。身元不明のまま亡くなったため、行旅死亡人となり、名前のない墓石に入れられ、桜はこれに毎日手を合わせている。

三田一葉（みた かずは）
演 - 作間夏南（幼少期）、瀬脇捺愛（幼児期）
母親の再婚後に生まれた桜の妹。

#### 第6話
ハルピ / 樋口美晴（ひぐち みはる）
演 - 莉子
キィちゃんと仲の良かったトー横キッズ。地雷系メイクでマスクをしている。キィちゃんからはスマートフォンとリュックを預かっていた。
キィちゃんのスマートフォンにはマスクを外した状態の自身の写真が多く入っていたため、それ以降はマスクを外してトー横キッズを卒業し、実家に戻ってメイクの勉強をすることとなった。

キィちゃん / 奈良岡紗季（ならおか さき）
演 - 白本彩奈
新宿のビルの屋上から飛び降り自殺したトー横キッズ。地元は御殿場で、メイクアップアーティストを目指して東京の専門学校に進学していた。
推していたアニメのキャラクターであるハロルド・グレイが作中で死んだことで自殺した。

アラン
演 - すがちゃん最高No.1（ぱーてぃーちゃん）
トー横キッズがよく来店するメンズコンセプトカフェ「PRINCE PARTY」の店長。

葛城拓真
演 - 和田聰宏
キィちゃんの継父。文子の再婚相手。キィちゃんに対してDVをしていた。
桜とハルピが訪問した際にキィちゃんの遺骨の受け取りを拒否するが、彼女の財布に15万円が入っていたことを知り、態度を変える。

奈良岡文子
演 - 遊井亮子
キィちゃんの実母。

酒井
演 - 上原佑太
高校の時、キィちゃんと同じバスで通学していた男性。女性の顔をノートに描いていた彼女のことを覚えており、えんじ色のブレザーを着ていたことを話す。

野沢道雄
演 - 渡辺慎一郎
キィちゃんが通っていた静岡県立永妻西高等学校の教師。桜とハルピにキィちゃんのことを話し、実家の住所を伝える。

ノア、サユ、マサキ、ショウゴ、ユウト
演 - ゆめぽて、小泉のん、影岡侑樹、松永有紘、朝比奈琉良
トー横キッズ。

女性、男性
演 - 朝倉蒼、桜田螢、関本昇平、森本武晴
キィちゃんの似顔絵を持った桜とハルピに御殿場で聞き込みされた通行人。

#### 第7話
チアキ / 川崎千明（かわさき ちあき）
演 - 大後寿々花
渋谷区の路上で犬の散歩中に急性大動脈解離で死亡した女性。遺留品が持ち去られていたため、当初身元が判らなかった。ペアリングを左手薬指にはめていた。婚活アプリで知り合った男性の証言では年齢も趣味も人格もバラバラであったことから、結婚詐欺師であると疑われた。
真由美とは恋人関係にあり、両親に恋人であることをカミングアウトするも理解されず、真由美からも両親と絶縁してほしくなかったために別れを選ばれる。だが、他の男性と人工授精によってできた子どもを真由美とともに育てることで両親の理解を得ようとしていた。

浜野真由美（はまの まゆみ）
演 - 宮本茉由
ペット用トリミングサロン「Puppily Tokyo」のトリマー。

川崎徹
演 - 金田明夫
チアキの父親。箱根で旅館「千栄館」を経営。

川崎愛子
演 - 円城寺あや
チアキの母親。

宮本圭介（みやもと けいすけ）
演 - 入江甚儀
チアキと交流のあった男性。同性愛者（ゲイ）で、LGBTQのシンボルである6色のレインボーカラーの靴紐を使用している。チアキからは人工授精の相談を持ち掛けられていた。

白石
演 - 村上健志（フルーツポンチ）
犬好きでネット上でチアキと交流のあった男性。実際に会ってはいないという。

戸村健二〈36〉
演 - 真京孝行
チアキと婚活アプリで知り合った証券会社勤務の男性。チアキは物静かで口数が少ない博物館の学芸員と名乗っていたと話す。

半田勝弘〈32〉
演 - 矢作マサル
チアキと婚活アプリで知り合ったWEBデザイナー。チアキは明るくておしゃべりで韓流ドラマ好きの事務職会社員と名乗っていたと話す。

椎橋達也〈40〉
演 - 相田周二（三四郎）
チアキと婚活アプリで知り合った広告プランナーの男性。チアキは情熱的なヨガのインストラクターと名乗っていたと話す。

杉山
演 - 市川理矩
連続窃盗犯の容疑で住居侵入ならびに器物損壊の現行犯で手嶋と西本に逮捕された男性。チアキが倒れた渋谷区の路上から財布とスマートフォンを持ち去っていたことを認めるが、スマートフォンは闇ブローカーに売り、財布も現金はすべて抜き取り、カード類は近くの川に投げ棄てたという。

安島蓮花
演 - 田井弘子
チアキがペアリングを購入していたジュエリーショップ店員。

サラリーマン
演 - 小川剛生
チアキが倒れた現場から立ち去る男を目撃していた。

大家
演 - 岐部公好
チアキの住む部屋の大家。

マコト
演 - なな
チアキの飼い犬。柴犬。

#### 第8話
梶原真司（かじわら しんじ）
演 - 落合モトキ
手嶋を襲い拳銃を奪った2人組の男のうちのひとり。実は都立郷山高校での手嶋の同級生で野球部では手嶋とバッテリーを組んでいた投手だった。20歳のころに傷害罪で検挙されており、高校生のころにも頻繁に補導されていた。
現金輸送車を襲うために手嶋を襲って拳銃を奪うが、拳銃を奪ったのが手嶋であることを知ると、犯罪に彼の拳銃を使うことを恐れて襲撃を直前になってためらうが、襲撃を続けようとした義人と揉み合いになった際に誤って彼を撃ってしまう。
自宅謹慎中の手嶋に呼び出され、自首するように説得されるも彼の拳銃で拳銃自殺を図るが、染野から桜に渡された「破門」と書かれたボールを桜に投げられて染野からの伝言を伝えられたことで止め、2丁あった拳銃のうち義人を撃った1丁は近くの川に捨てたというが、未使用であったもう1丁を手嶋に返し、彼とキャッチボールをする。

池田義人
演 - 三浦獠太
拳銃で頭部を至近距離から撃ち抜かれ即死した男性。所持品は何もなく、背中に倶利迦羅紋紋の入れ墨が彫られていたため、捜査一課の特別捜査本部も暴力団対策課と合同で捜査を進めており、身元不明人相談室に身元特定専従班として捜査協力要請があり、その後、真司の弟分の男性であると判明する。

梶原灯里（かじわら あかり）
演 - 羽瀬川なぎ
真司の妹。身元不明遺体が義人であると人定する。

染野辰巳
演 - 泉谷しげる
遺体発見現場付近に事務所を構える染野組の組長。桜たちに真司と義人が組のために資金を作ろうとしていたことや組員であったことを認めると、染野組の解散を宣言し、義人の遺体を引き取ることを決める。そして、桜に真司への伝言を伝えるとともに「破門」と書かれたボールを渡す。

田所
演 - 近藤公園
染野組の構成員。桜たちが義人の似顔絵を見せても、知らないの一点張り。

啓次郎
演 - 脇知弘
組長の世話をする染野組の組員。

組員
演 - 山内昭宏、坂中久志、村手龍太、丸藤慶治
染野組の組員たち。

交通整理員、主婦
演 - 矢幡晃一、山田梨奈
「キャッチボールしていたこの男性を知らないか」と似顔絵を手にした桜と真に聞き込みされる人たち。

中学生
演 - 末永陽、椎名遼
キャッチボールをしていた男性のことを憶えていた中学生たち。「野茂こそが俺の神様だ」と話していたと証言する。

防災アナウンス
声 - 山田茉莉
町田市役所の防災アナウンス。

#### 第9話
佐川浩一郎
演 - 杉本哲太（最終話）
警視庁公安部長。尚史に戸籍の偽装を脅しに利根川の監視を命令していた。

堀口由理恵
演 - 星野真里（最終話）
尚史（和宏）の妻。尚史と同様に父親が殺人罪で服役中であった。

堀口翔太（ほりぐち しょうた）
演 - 白髭善（最終話）、中里一貴（幼児期）
尚史（和宏）の息子。由理恵の連れ子。

堀口律子（ほりぐち りつこ）
演 - 川俣しのぶ
本物の尚史の母親。尚史とは30年間音信不通だったが、遺影を見てこれは尚史ではないと主張する。

磯辺誠司（いそべ せいじ）
演 - モロ師岡（最終話）
2年前に退職した元山形県警の警察官。尚史（和宏）のことを昔からよく知る。

伊藤啓子（いとう けいこ）
演 - 朝加真由美（最終話）
尚史（和宏）の実母。山形県南陽市在住。

高山吉次（たかやま よしつぐ）
演 - 谷仲恵輔（最終話）
代議士。佐川との汚職が疑われている。

倉田真奈美（くらた まなみ）
演 - 都丸紗也華（最終話）
佐川と高山が通うクラブ「絢」のホステス。高山に暴力を振るわれる動画が残っている。

伊藤英司（いとう えいじ）
演 - 豊田豪
尚史（和宏）の実父。和宏が11歳のころ、借金の取り立てに来た金融業者の男を包丁で刺殺したことで服役中。

神主
演 - 遠藤たつお
桜が聞き込みをした神主。和宏のことをよく覚えており、母親の啓子がまだ同じところに住んでいると教える。

#### 最終話
藤田真知子（ふじた まちこ）、藤田秋桜里（ふじた しおり）
演 - 藤田朋子、富田望生
藤田昭良の妻と娘。
ディレクター
演 - ひょうろく
身元不明人相談室を取材する配信のニュース番組スタッフ。桜にどうしてこの部署を希望したのか尋ねる。
医師
演 - 佐伯新
甲府市民病院医師。かつて心臓発作で救急搬送された藤田昭良を治療。肥大型心筋症と診断したが、いつの間にか病院から居なくなったという。

## スタッフ
- 脚本 - 八津弘幸、佐藤友治[85]
- 音楽 - 横山克[85]
- 主題歌 - ヨルシカ「忘れてください」（Polydor Records）[86]
- 警察監修 - 古谷謙一、有山秀明
- 科学捜査監修 - 矢山和宏
- キックボクシング監修 - 板倉直人
- 医療監修 - 山本昌督
- 演出 - 菅原伸太郎、大谷太郎[85]、本多繁勝、山田信義
- 似顔絵作成 - 桑山実
- アクションコーディネート - 柴原孝典
- チーフプロデューサー - 松本京子[85]
- プロデューサー - 荻野哲弘、鈴木将大、本多繁勝[85]
- 協力プロデューサー - 毛塚俊太、難波利昭
- 制作協力 - AX-ON、アバンズゲート
- 製作著作 - 日本テレビ

## 放送日程
| 各話                                                                        | 放送日  | サブタイトル                     | ラテ欄                          | 脚本              | 演出              | 視聴率 |
| --------------------------------------------------------------------------- | ------- | -------------------------------- | ------------------------------- | ----------------- | ----------------- | ------ |
| 第1話                                                                       | 7月13日 | 模型が本物の骨!? 謎に挑むバディ  | 凸凹同期バディが挑む死の謎      | 八津弘幸          | 菅原伸太郎        | 8.4%   |
| 第2話                                                                       | 7月20日 | 遺留品4千万円の謎に挑むバディ!   | 4000万残し孤独死…老人の謎       | 八津弘幸 佐藤友治 | 菅原伸太郎        | 6.8%   |
| 第3話                                                                       | 7月27日 | 暴け! 超人気インフルエンサーの謎 | 人気配信アイドルは人殺し!?      | 八津弘幸 佐藤友治 | 大谷太郎          | 5.1%   |
| 第4話                                                                       | 8月03日 | 真の婚約者の消息が…衝撃の結末!   | 13年探した婚約者 号泣の結末     | 八津弘幸 佐藤友治 | 大谷太郎          | 4.6%   |
| 第5話                                                                       | 8月17日 | 壊れた母娘の絆…桜、衝撃の過去!   | 9年前の自殺未遂 母娘の悲劇      | 八津弘幸 佐藤友治 | 菅原伸太郎        | 5.4%   |
| 第6話                                                                       | 8月24日 | トー横キッズに挑む地雷系バディ!  | 地雷系メイクでトー横潜入!!      | 八津弘幸 佐藤友治 | 本多繁勝 山田信義 | 5.9%   |
| 第7話                                                                       | 9月07日 | 遺留品は…犬! 愛犬だけが知る悲恋  | 遺留品は犬!? 亡き夫人の悲恋     | 八津弘幸 佐藤友治 | 菅原伸太郎        | 6.3%   |
| 第8話                                                                       | 9月14日 | 奪われた拳銃…手嶋刑事を救え!!    | 盗まれた刑事の銃で殺人が!?      | 八津弘幸 佐藤友治 | 本多繁勝          | 5.1%   |
| 第9話                                                                       | 9月21日 | 涙の最終章…死んだ仲間の正体は?   | 涙の最終章…亡き仲間の正体       | 八津弘幸 佐藤友治 | 山田信義          | 6.1%   |
| 最終話                                                                      | 9月28日 | バディ解散!全ての謎が決着        | 黒幕・恩人の謎が決着…バディ解散 | 八津弘幸 佐藤友治 | 菅原伸太郎        | 5.3%   |
| 平均視聴率 5.9%（視聴率はビデオリサーチ調べ、関東地区・世帯・リアルタイム） |         |                                  |                                 |                   |                   |        |

- 第3話は『パリオリンピック バレーボール 男子予選リーグ  日本× ドイツ』中継延長（15時55分 - 18時35分）のため、5分繰り下げられ、21時05分 - 21時59分に放送された。
- 8月10日は『パリオリンピック』中継放送（16時30分 - 22時）のため、放送休止。
- 8月31日は『24時間テレビ47 愛は地球を救うのか?』放送のため休止。